# Víla

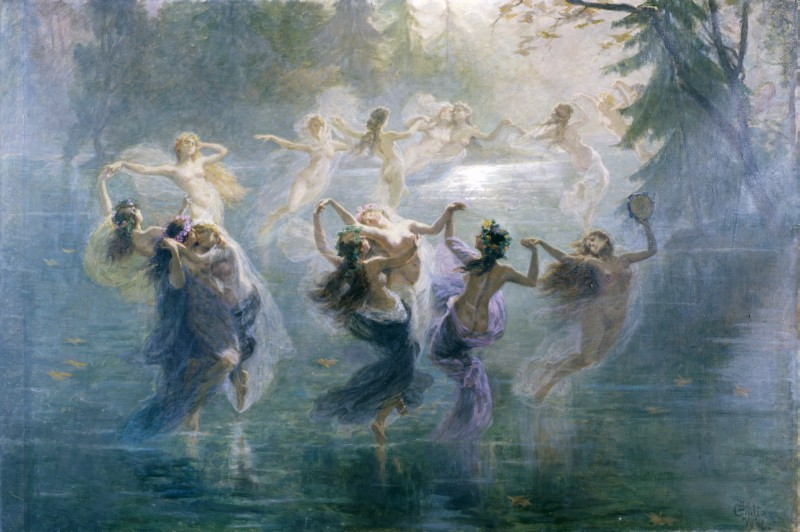
Bartolomeo Giuliano, Le Villi (Víly), 1906

Víla je mytická a pohádková bytost v podobě krásné ženy s kouzelnou mocí ze slovanské mytologie a folklóru. Výraz víla se často používá jako překlad pro podobnou bytost z jiných kultur, zpravidla evropských, jako je anglická fairy, francouzská fée, řecká nymfa, norská hulder, perská parí a další. Přes různorodost představ o těchto bytostech existuje řada motivů, které jsou jim společné, mezi nejčastější náleží následující:
- Víly mají zpravidla podobu krásné ženy. Někdy jsou ale menší a splývají s představami o „malém lidu“, trpaslících či skřítcích. Některé, především ty se zlovolným charakterem, mohou být také ošklivé. Víly také bývají nadány mocí změny podoby.
- Víly obývají místa mimo lidský svět a slouží jako strážná božstva. Obývají stromy, lesy, vody, hory a někdy také podzemí nebo povětří, někdy také vlastní svět – Férii.
- Víly mohou vystupovat samostatně nebo ve skupinách a tvořit tak zvláštní lid či národ, například vedený „královnou víl“. Mohou mít i své mužské protějšky, jako jsou skřítci nebo elfové.
- Víly jsou většinou lidem přátelské a blahovolné, v mnoha kulturách jsou označovány jako „dobré“ či „šťastné“. Některé víly ale mají šibalskou, mstivou či zlovolnou povahu.
- Mají různé zvláštní schopnosti a ovládají kouzla, mohou splývat s představou čarodějnic.
- Víly mohou mít děti s lidskými muži, ale také kradou lidské děti a podvrhují místo nich své vlastní nebo unáší dospělé lidi.
- V křesťanském prostředí jsou víly někdy ztotožněny s démony nebo padlými anděly. Někdy jsou vůči křesťanskému náboženství nepřátelské, ale také mohou usilovat o spasení.

## Etymologie

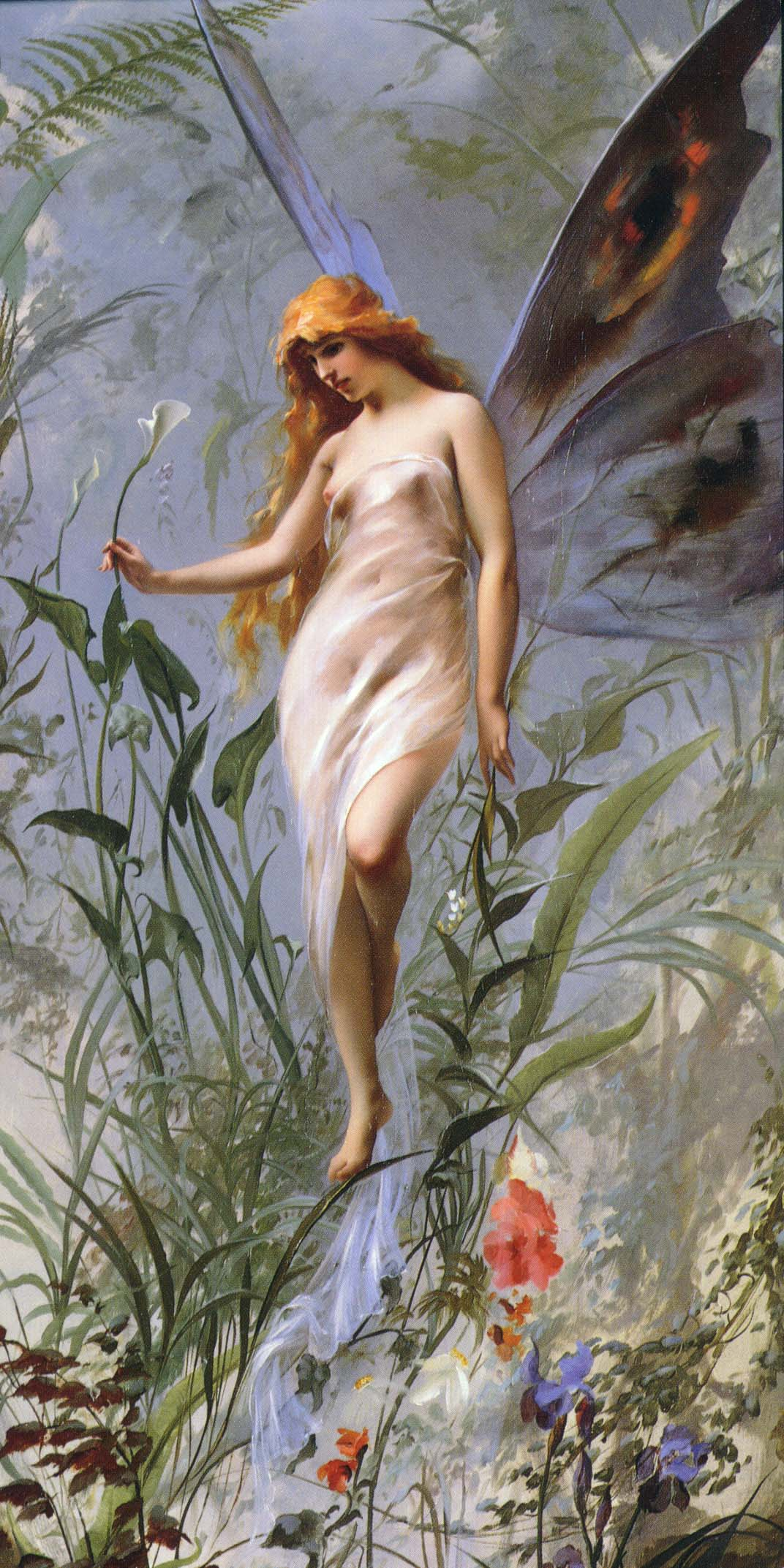
El Hada del Lirio „Liliová víla“, Luis Ricardo Falero, 1888

Výraz víla ve smyslu „ženská mytická bytost“ je v předmoderní době dostatečně doložen jen v jihoslovanských jazycích, kde se objevuje v podobách vila/вила, samovila/самовила, diva/ди́ва nebo samodiva/самоди́ва. Je možné, že obdobný výraz používaly i další slovanské jazyky, ale podle některých názorů je slovo víla v tomto významu v západoslovanských a východoslovanských jazycích pouze přejímkou. Ze staré češtiny je slovo vila doloženo jen ve významu „blázen, šašek, špatný člověk“, který má souvislost s výrazem vilný a odkazuje snad tak především na hřích smilstva. V dalších slovanských jazycích se pak objevují podobné výrazy odkazující na klam, lest, čarodějnictví, hřích a bláznovství, příbuzné může být také ruské vilját’, „vrtět, kroutit, uhýbat“. Mimo slovanské jazyky navrhli lingvisté Václav Machek a Jiří Rejzek jako příbuzné výrazy litevské vyla, „podvod, klam“, staroanglické vīl, „klam, lest“, starofríské wiloga, „čaroděj“, Rejzek pak také navrhuje výklad z praindoevropského *u̯ei-, „vinout, kroutit“. Oba tak chápou výraz víla jako založený na představě o klamající, lstivé, povaze této bytosti.
Existují také alternativní výklady slova víla. Archeolog Zdeněk Váňa uvažuje s ohledem na bulharské samodiva, na původ ve slově diva, které spojuje s galskou bohyní Divonou, „Bohyní“ a latinským divus, „božstvo“. Kromě toho uvažuje o příbuznosti s výrazy jako je vlchvec, „čaroděj“ nebo jménem boha Velese. Klasický filolog Witold Klinger navrhoval původ v latinském výrazu sybila
Anglický výraz fairy vychází ze starofrancouzského faerie, „související s fae“, přičemž fae vychází z latinské fata „osudy, Sudičky“. Ve středověké angličtině fairy původně znamenalo „kouzlo“ nebo „kouzelná zem“, ale později se začalo užívat ve významu „víly“, ale až na počátku 15. století ve smyslu „víla“. Z latinského výrazu fata vychází také výrazy pro víly v různých románských jazycích: francouzské fée, španělské hada, portugalské fada a italské fata; taktéž němčina používá pro vílu slovo Fee.

## Slované

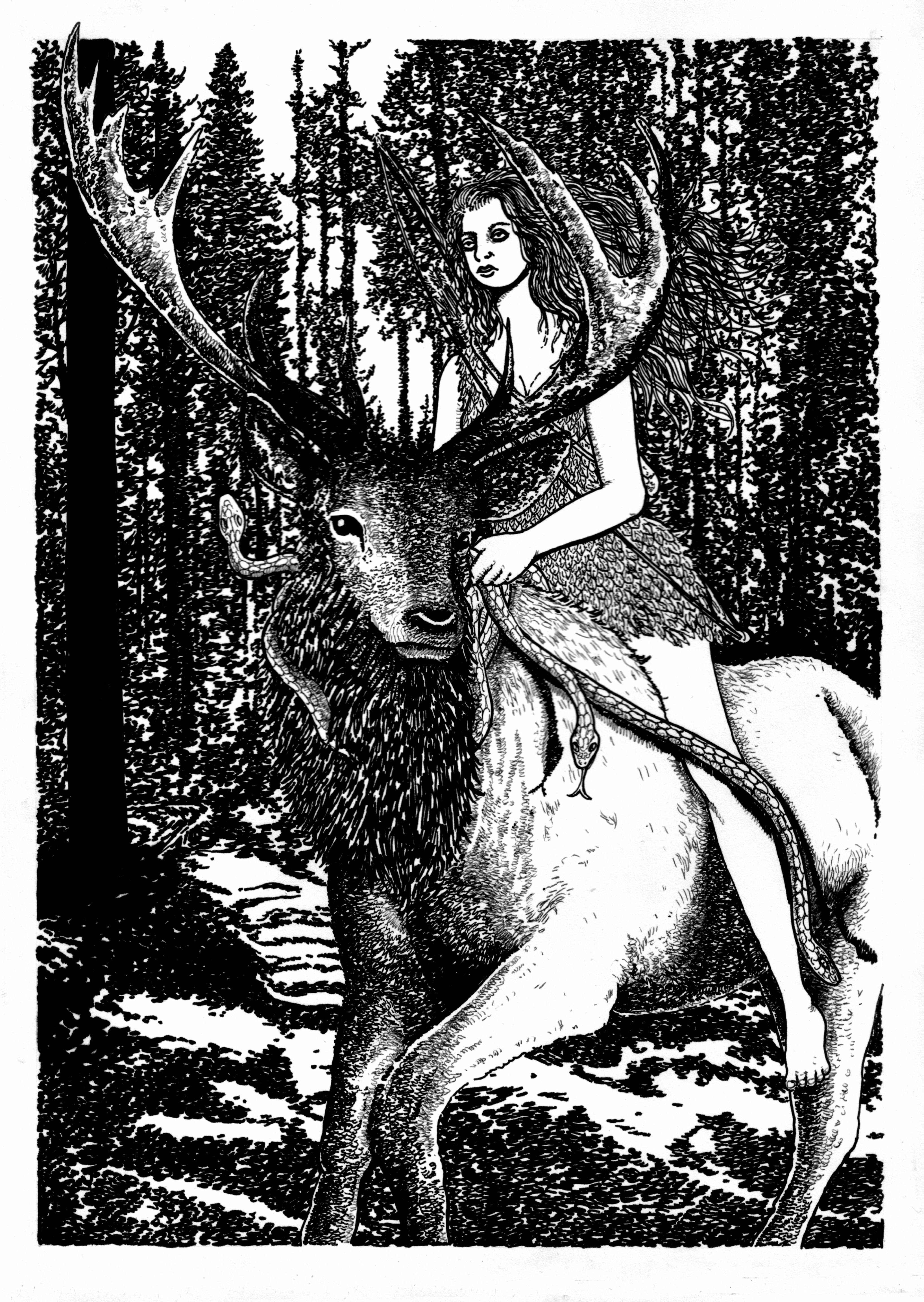
Víla, Andy Paciorek, 2011

Slovanské víly jsou spojovány především s vodním živlem a objevují se nejvíce v jihoslovanském folklóru. U východních Slovanů jejich místo zaujímá rusalka, v českém prostředí se namísto o vílách zpravidla hovoří o vodních pannách, lesních žínkách a divoženkách. Jedná se o krásné dívky s průsvitným tělem, v bílém šatě, s dlouhými zlatými či rusými vlasy, v kterých se nachází jejich životní síla. Krásně zpívají a tančí na místech, která lze poznat podle čarodějného kruhu z hub, jahod či trávy. Mohou se měnit ve zvířata, především labutě, koně, sokola či vlka, na zvířatech, nejčastěji na koních či jelen také jezdí. Vyznají se ve věštění a léčení a k lidem mají většinou blahovolný vztah, ale mohou se také mstít a vyvolávat šílenství. Některé zlé víly topí lidi, podobně jako vodník, a svádí poutníky z cesty, podobně jako bludička.
Nejstarším dokladem o vílách je nejspíše dílo Gótská válka byzantského historika Prokopia z Kaisareie z poloviny 6. století, ve kterém se se uvádí že Slované a Antové „(...) Uctívají řeky, vodní víly (nymfai) a různá další božstva (daimonia), obětují jim všem a z těchto obětí vyvozují věštby.“
Dalšími prameny jsou až staroruská kázání, například Kázání jakéhosi milovníka Krista horlícího pro pravou víru, které nejspíše pochází z 12. či 13. století, a další. V těch se víly objevují po boku Mokoše, která bývá zpravidla vykládána jako bohyně matka nebo bohyně země, kladou se jim oběti, staví se jim oltáře a zasvěcuje se jim obřadní chléb korovaj. Také se v m nich uvádí, že jich je třikrát devět sester, v jiných případech, že třicet. V kázáních se podle slavisty Jiřího Dyndy objevily nejspíše jako důsledek zpracování bulharské a srbské látky, ve východoslovanském prostředí se na místo víl nejspíše objevovaly rusalky a snad také beregyně. Ze 14. století pochází pak první písemné zmínky o jihoslovanských vílách.

### Jihoslované
Jihoslovanské víly žijí v lesích a na lukách, ale také na křižovatkách, hnojištích a místech, kde vychází pára, nebo sedávají na plotech. Podle některých podání mají kozí nohy, kočičí oči a nehty, rudé vlasy a bílý oděv, jezdí na krásných koních a nejí maso. Objevuje se podání, podle kterého jsou víly Adamovy dcery, které zatajil před Bohem. Pro zajištění přízně se vílám obětovalo, v Bulharsku se slavil o letnicích jejich svátek.
Víly mají k lidem ambivalentní vztah. Ty, s kterými se spřátelí, mohou naučit moudrosti a znalosti bylin, obzvláště často se pak „posestří“ s mladými hrdiny junáckých písní, kterým věnují svou lásku, chrání je a obdarovávají. Muži si mohou také zajistit jejich pomoc tím, že jim ukradnou odložená labutí křídla nebo kouzelnou uzdu. Jejich lidské děti vynikají moudrostí a pamětí. Člověku ale také mohou ublížit střelou z hadích kostí, a kradou a podvrhují lidské děti nebo děti jí.

### Slováci
Slovenské víly jsou krásné mladé dívky obývající vody a lesy, oděné v průhledných bílých šatech, a se zlatými či rusými vlasy. Zjevují se hlavně za měsíčných nocí, na svatého Jiří či přes poledne a mladé muže mohou utancovat k smrti. Věřilo se, že ochranu proti jejich silám zajistí máta nebo pelyněk. Na východě Slovenska se namísto vil hovoří o rusalkách. Ve Spiši a Oravě byly známé také ošklivé zlé víly, které byly označovány jako bohynky nebo divé ženy.

### Další víly
- V Makedonii je známa zlá vodní víly zvaná juda (Юда).[5]
- Vílám se podobají bytosti jako jsou ukrajinské mavky či navky, nebo moravské slibky, což jsou revenanti vzešlí ze zemřelých mladých dívek.[5]
- Vílám se podobají sudičky a jejich obdoby v různých slovanských kulturách.[5]

## Britské ostrovy

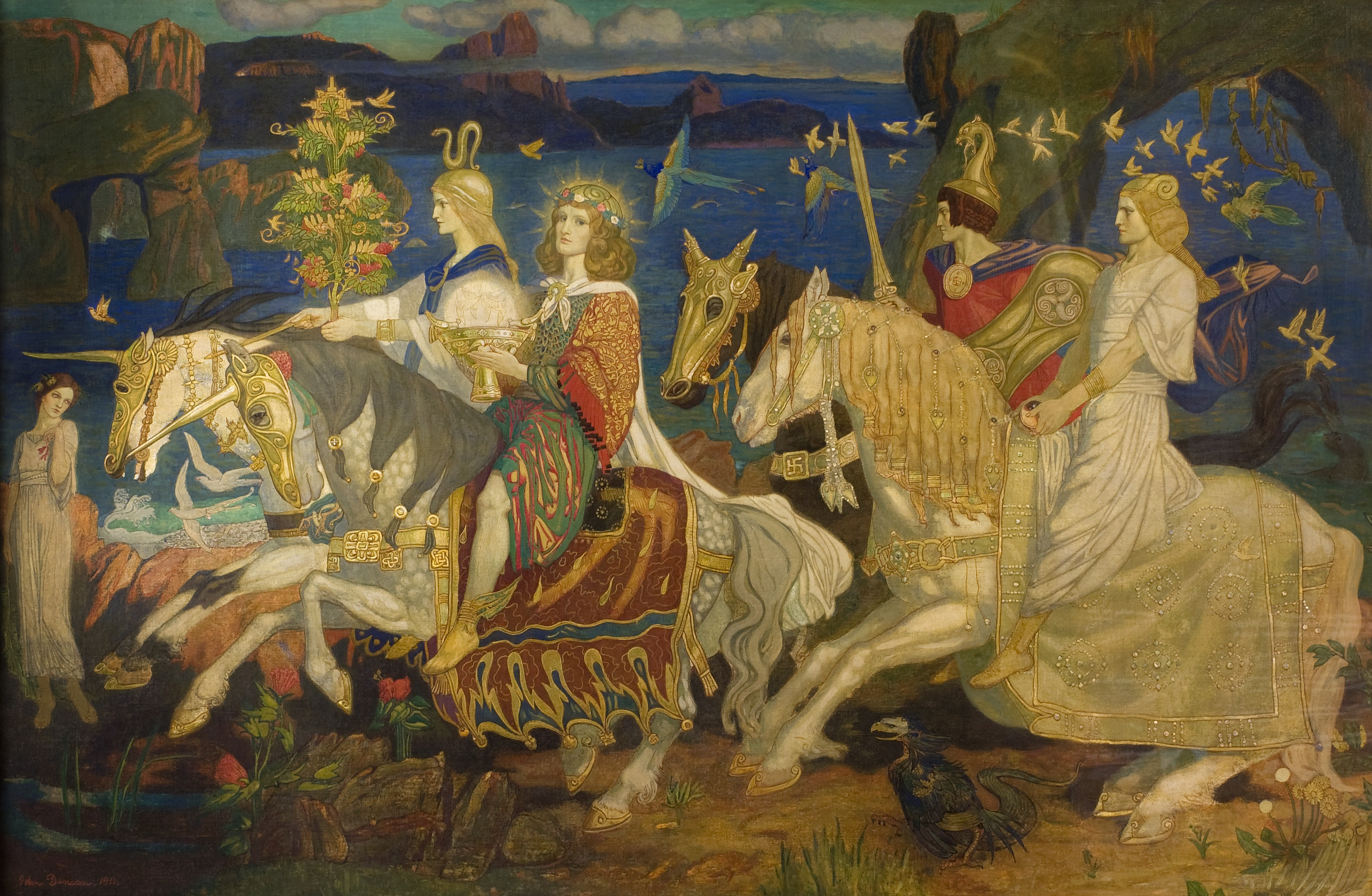
The Riders of the Sidhe „Jezdci sídhe“, John Duncan, 1911

Ve folklóru Britských ostrovů se objevuje řada bytostí, které jsou označovány slovem fairy, přičemž nemusí jít nutně jen o ženské bytosti a jako fairy lze označit bytosti, které lze přeložit slovy jako skřítek, trpaslík, elf nebo domácí duch. V anglickém prostředí ale jde typicky o drobné a jemné krásné ženy s křídly, oděné v bílém a obývající Férii, zemi víl, jsou nadány magickými silami a zpravidla jsou vůči člověku blahovolné. Ve starší lidové tradici byl ale obraz vil vážnější a zlověstnější, jejich idealizovaná podoba je produktem vyškrtávání a úprav pozdějších sběratelů a autorů s ohledem na jejich představu o vhodném obsahu dětské literatury.
O vílách se věřilo, že žijí mnohem déle než lidé, ale postrádají nesmrtelnou duši, a jejich říše nese rysy země mrtvých. Lidé, kteří navštíví jejich zemi, se nemohou vrátit, pokud zde požijí jídlo nebo nápoj, a ač mohou vstupovat do manželství s lidmi, tak takové svazky často končí tragicky. Mohou předpovídat budoucnost, především při narození jako sudičky, nebo budoucí smrt. Na ochranu před nimi slouží byliny jako třezalka a řebříček, špatné chování vůči rostlinám jako náprstník, hloh nebo starček zase může vyvolat jejich hněv.
S vílami jsou spojovány nálezy pazourkových hrotů šípů (fairy arrows), kouzelné kruhy hub (fairy rings) a různé rostliny nebo houby, například náprstník (fairy’s cap), prvosenka jarní (fairy cup) nebo ohnivec šarlatový (fairies’ bath). Fairy godmother „víla kmotřička“, výraz poprvé doložený z roku 1820 znamená sudička.
Především mimo Anglii je pak známo mnoho dalších druhů vil a jim podobných bytostí:
- V Irsku je znám Aos sí „lid pahorků“ a banshee, víla která zvěstuje smrt.
- Ve Skotsku jsou známy dobrotivé víly Seelie a zlovolné Unseelie.
- Ve Walesu jsou víly známy jako Tylwyth Teg, „sličný lid“

## Ostatní

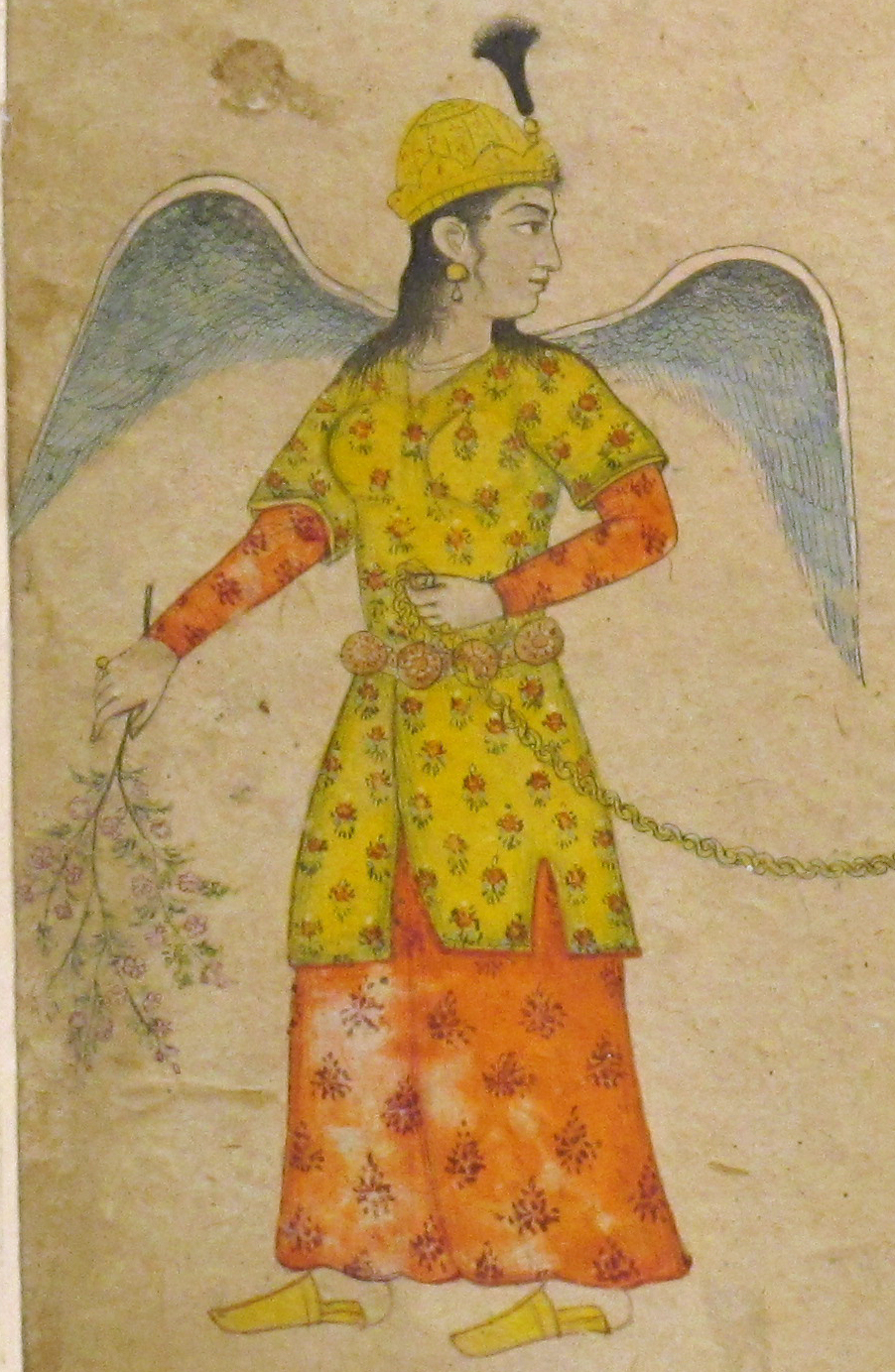
Parí na indické miniatuře z 19. století

- V indické mytologii se objevují nebeské hudebnice zvané apsarasy, které mohou také sídlit také v lesích, horách a vodách. Také jakšiní, ochranní duchové míst v podobě krásných žen, se podobají vílám.
- V íránském folklóru a zarathuštrismu se objevují krásné a dobrotivé víly zvané parí.
- V německém folklóru jsou známy vodní ženy zvané nixe, k těm náleží například slavná Loreley.
- V norském folklóru se objevují krásné a mocné ženy zvané huldry.
- V řecké mytologii se objevují nymfy, které se dělí do mnoha kategorií podle povahy a původu.
- V rumunském folklóru se objevuje bytost podobné víle pod jménem zână.
- Ve španělském folklóru se objevuje několik regionálních variant vil: kantabrijská anjana, asturijská xana, leónská jana a baskická lamia.
- V západním esoterismu se vílám podobají elementální bytosti vody a vzduchu, tedy sylfy a undiny.
- V západním moderním folklóru se objevuje představa zoubkové víly.
- Vílám se podobají mořské panny objevující se v mnoha mytologických a folklórních tradicích.